# Robert Schaab
Robert Schaab   (Rötha, 28 de febrer de 1817 - Leipzig, 18 de març de 1887) fou un musicòleg i organista alemany.
Va ser deixeble de Becker i de Mendelssohn, en el Conservatori de Leipzig (fundat pocs anys abans), i des de 1853 fou professor en el mateix centre i des de 1878 ocupà el càrrec d'organista de l'església de Sant Joan.
Deixà composicions per a orgue, que es distingeixen per la seva correcció, i Zwei Tafeln zur Musikgeschichte (1878).